# 柴崎鉄吉
柴崎 鉄吉（しばさき てつきち、慶応2年3月（1866年） - 没年不詳）は、日本の教育者。

## 経歴
士族として岐阜県大垣市に生まれる。明治21年（1888年）4月中等教員免許状を得て、直ちに岐阜県第一中学校（現・岐阜県立岐阜高等学校）の教諭に任ぜられる。次いで岐阜県尋常師範学校（現・岐阜大学教育学部）の教諭に転じ、明治24年（1891年）3月附属小学校の主幹、明治25年（1892年）4月主事となり、後に舎監を兼ねる。明治29年（1896年）8月再び岐阜県第一中学校教諭に復し、大垣分校（現・岐阜県立大垣北高等学校）校長に任命される。
明治32年（1899年）6月佐賀県に転任し県視学官となる。その後、鳥取県視学官、山形県中学校（現・山形県立山形東高等学校）校長、京都府師範学校（現・京都教育大学）校長、大阪府天王寺中学校（現・大阪府立天王寺高等学校）校長を経て、明治44年（1911年）9月福岡県立中学修猷館（現・福岡県立修猷館高等学校）館長（校長）に就任する。
大正2年（1913年）2月福岡県立中学修猷館館長を退任し、朝鮮総督府京城中学校（現・ソウル高等学校）校長に就任。同校長の退任を最後に教育界を辞して郷里に戻っている。全国を通じての名校長として評判が高かった。